# 1624
Portal Geschichte | Portal Biografien | Aktuelle Ereignisse | Jahreskalender | Tagesartikel

◄ |
16. Jahrhundert |
17. Jahrhundert
| 18. Jahrhundert | ►

◄ |
1590er |
1600er |
1610er |
1620er
| 1630er | 1640er | 1650er | ►

◄◄ |
◄ |
1620 |
1621 |
1622 |
1623 |
1624
| 1625 | 1626 | 1627 | 1628 | ► | ►►
Staatsoberhäupter  · Nekrolog   · Musikjahr
| Januar | Januar | Januar | Januar | Januar | Januar | Januar | Januar |
| Kw     | Mo     | Di     | Mi     | Do     | Fr     | Sa     | So     |
| ------ | ------ | ------ | ------ | ------ | ------ | ------ | ------ |
| 1      | 1      | 2      | 3      | 4      | 5      | 6      | 7      |
| 2      | 8      | 9      | 10     | 11     | 12     | 13     | 14     |
| 3      | 15     | 16     | 17     | 18     | 19     | 20     | 21     |
| 4      | 22     | 23     | 24     | 25     | 26     | 27     | 28     |
| 5      | 29     | 30     | 31     |        |        |        |        |

| Februar | Februar | Februar | Februar | Februar | Februar | Februar | Februar |
| Kw      | Mo      | Di      | Mi      | Do      | Fr      | Sa      | So      |
| ------- | ------- | ------- | ------- | ------- | ------- | ------- | ------- |
| 5       |         |         |         | 1       | 2       | 3       | 4       |
| 6       | 5       | 6       | 7       | 8       | 9       | 10      | 11      |
| 7       | 12      | 13      | 14      | 15      | 16      | 17      | 18      |
| 8       | 19      | 20      | 21      | 22      | 23      | 24      | 25      |
| 9       | 26      | 27      | 28      | 29      |         |         |         |

| März | März | März | März | März | März | März | März |
| Kw   | Mo   | Di   | Mi   | Do   | Fr   | Sa   | So   |
| ---- | ---- | ---- | ---- | ---- | ---- | ---- | ---- |
| 9    |      |      |      |      | 1    | 2    | 3    |
| 10   | 4    | 5    | 6    | 7    | 8    | 9    | 10   |
| 11   | 11   | 12   | 13   | 14   | 15   | 16   | 17   |
| 12   | 18   | 19   | 20   | 21   | 22   | 23   | 24   |
| 13   | 25   | 26   | 27   | 28   | 29   | 30   | 31   |

| April | April | April | April | April | April | April | April |
| Kw    | Mo    | Di    | Mi    | Do    | Fr    | Sa    | So    |
| ----- | ----- | ----- | ----- | ----- | ----- | ----- | ----- |
| 14    | 1     | 2     | 3     | 4     | 5     | 6     | 7     |
| 15    | 8     | 9     | 10    | 11    | 12    | 13    | 14    |
| 16    | 15    | 16    | 17    | 18    | 19    | 20    | 21    |
| 17    | 22    | 23    | 24    | 25    | 26    | 27    | 28    |
| 18    | 29    | 30    |       |       |       |       |       |

| Mai | Mai | Mai | Mai | Mai | Mai | Mai | Mai |
| Kw  | Mo  | Di  | Mi  | Do  | Fr  | Sa  | So  |
| --- | --- | --- | --- | --- | --- | --- | --- |
| 18  |     |     | 1   | 2   | 3   | 4   | 5   |
| 19  | 6   | 7   | 8   | 9   | 10  | 11  | 12  |
| 20  | 13  | 14  | 15  | 16  | 17  | 18  | 19  |
| 21  | 20  | 21  | 22  | 23  | 24  | 25  | 26  |
| 22  | 27  | 28  | 29  | 30  | 31  |     |     |

| Juni | Juni | Juni | Juni | Juni | Juni | Juni | Juni |
| Kw   | Mo   | Di   | Mi   | Do   | Fr   | Sa   | So   |
| ---- | ---- | ---- | ---- | ---- | ---- | ---- | ---- |
| 22   |      |      |      |      |      | 1    | 2    |
| 23   | 3    | 4    | 5    | 6    | 7    | 8    | 9    |
| 24   | 10   | 11   | 12   | 13   | 14   | 15   | 16   |
| 25   | 17   | 18   | 19   | 20   | 21   | 22   | 23   |
| 26   | 24   | 25   | 26   | 27   | 28   | 29   | 30   |

| Juli | Juli | Juli | Juli | Juli | Juli | Juli | Juli |
| Kw   | Mo   | Di   | Mi   | Do   | Fr   | Sa   | So   |
| ---- | ---- | ---- | ---- | ---- | ---- | ---- | ---- |
| 27   | 1    | 2    | 3    | 4    | 5    | 6    | 7    |
| 28   | 8    | 9    | 10   | 11   | 12   | 13   | 14   |
| 29   | 15   | 16   | 17   | 18   | 19   | 20   | 21   |
| 30   | 22   | 23   | 24   | 25   | 26   | 27   | 28   |
| 31   | 29   | 30   | 31   |      |      |      |      |

| August | August | August | August | August | August | August | August |
| Kw     | Mo     | Di     | Mi     | Do     | Fr     | Sa     | So     |
| ------ | ------ | ------ | ------ | ------ | ------ | ------ | ------ |
| 31     |        |        |        | 1      | 2      | 3      | 4      |
| 32     | 5      | 6      | 7      | 8      | 9      | 10     | 11     |
| 33     | 12     | 13     | 14     | 15     | 16     | 17     | 18     |
| 34     | 19     | 20     | 21     | 22     | 23     | 24     | 25     |
| 35     | 26     | 27     | 28     | 29     | 30     | 31     |        |

| September | September | September | September | September | September | September | September |
| Kw        | Mo        | Di        | Mi        | Do        | Fr        | Sa        | So        |
| --------- | --------- | --------- | --------- | --------- | --------- | --------- | --------- |
| 35        |           |           |           |           |           |           | 1         |
| 36        | 2         | 3         | 4         | 5         | 6         | 7         | 8         |
| 37        | 9         | 10        | 11        | 12        | 13        | 14        | 15        |
| 38        | 16        | 17        | 18        | 19        | 20        | 21        | 22        |
| 39        | 23        | 24        | 25        | 26        | 27        | 28        | 29        |
| 40        | 30        |           |           |           |           |           |           |

| Oktober | Oktober | Oktober | Oktober | Oktober | Oktober | Oktober | Oktober |
| Kw      | Mo      | Di      | Mi      | Do      | Fr      | Sa      | So      |
| ------- | ------- | ------- | ------- | ------- | ------- | ------- | ------- |
| 40      |         | 1       | 2       | 3       | 4       | 5       | 6       |
| 41      | 7       | 8       | 9       | 10      | 11      | 12      | 13      |
| 42      | 14      | 15      | 16      | 17      | 18      | 19      | 20      |
| 43      | 21      | 22      | 23      | 24      | 25      | 26      | 27      |
| 44      | 28      | 29      | 30      | 31      |         |         |         |

| November | November | November | November | November | November | November | November |
| Kw       | Mo       | Di       | Mi       | Do       | Fr       | Sa       | So       |
| -------- | -------- | -------- | -------- | -------- | -------- | -------- | -------- |
| 44       |          |          |          |          | 1        | 2        | 3        |
| 45       | 4        | 5        | 6        | 7        | 8        | 9        | 10       |
| 46       | 11       | 12       | 13       | 14       | 15       | 16       | 17       |
| 47       | 18       | 19       | 20       | 21       | 22       | 23       | 24       |
| 48       | 25       | 26       | 27       | 28       | 29       | 30       |          |

| Dezember | Dezember | Dezember | Dezember | Dezember | Dezember | Dezember | Dezember |
| Kw       | Mo       | Di       | Mi       | Do       | Fr       | Sa       | So       |
| -------- | -------- | -------- | -------- | -------- | -------- | -------- | -------- |
| 48       |          |          |          |          |          |          | 1        |
| 49       | 2        | 3        | 4        | 5        | 6        | 7        | 8        |
| 50       | 9        | 10       | 11       | 12       | 13       | 14       | 15       |
| 51       | 16       | 17       | 18       | 19       | 20       | 21       | 22       |
| 52       | 23       | 24       | 25       | 26       | 27       | 28       | 29       |
| 1        | 30       | 31       |          |          |          |          |          |

| Januar | Januar | Januar | Januar | Januar | Januar | Januar | Januar |
| Kw     | Mo     | Di     | Mi     | Do     | Fr     | Sa     | So     |
| ------ | ------ | ------ | ------ | ------ | ------ | ------ | ------ |
| 1      | 1      | 2      | 3      | 4      | 5      | 6      | 7      |
| 2      | 8      | 9      | 10     | 11     | 12     | 13     | 14     |
| 3      | 15     | 16     | 17     | 18     | 19     | 20     | 21     |
| 4      | 22     | 23     | 24     | 25     | 26     | 27     | 28     |
| 5      | 29     | 30     | 31     |        |        |        |        |

| Februar | Februar | Februar | Februar | Februar | Februar | Februar | Februar |
| Kw      | Mo      | Di      | Mi      | Do      | Fr      | Sa      | So      |
| ------- | ------- | ------- | ------- | ------- | ------- | ------- | ------- |
| 5       |         |         |         | 1       | 2       | 3       | 4       |
| 6       | 5       | 6       | 7       | 8       | 9       | 10      | 11      |
| 7       | 12      | 13      | 14      | 15      | 16      | 17      | 18      |
| 8       | 19      | 20      | 21      | 22      | 23      | 24      | 25      |
| 9       | 26      | 27      | 28      | 29      |         |         |         |

| März | März | März | März | März | März | März | März |
| Kw   | Mo   | Di   | Mi   | Do   | Fr   | Sa   | So   |
| ---- | ---- | ---- | ---- | ---- | ---- | ---- | ---- |
| 9    |      |      |      |      | 1    | 2    | 3    |
| 10   | 4    | 5    | 6    | 7    | 8    | 9    | 10   |
| 11   | 11   | 12   | 13   | 14   | 15   | 16   | 17   |
| 12   | 18   | 19   | 20   | 21   | 22   | 23   | 24   |
| 13   | 25   | 26   | 27   | 28   | 29   | 30   | 31   |

| April | April | April | April | April | April | April | April |
| Kw    | Mo    | Di    | Mi    | Do    | Fr    | Sa    | So    |
| ----- | ----- | ----- | ----- | ----- | ----- | ----- | ----- |
| 14    | 1     | 2     | 3     | 4     | 5     | 6     | 7     |
| 15    | 8     | 9     | 10    | 11    | 12    | 13    | 14    |
| 16    | 15    | 16    | 17    | 18    | 19    | 20    | 21    |
| 17    | 22    | 23    | 24    | 25    | 26    | 27    | 28    |
| 18    | 29    | 30    |       |       |       |       |       |

| Mai | Mai | Mai | Mai | Mai | Mai | Mai | Mai |
| Kw  | Mo  | Di  | Mi  | Do  | Fr  | Sa  | So  |
| --- | --- | --- | --- | --- | --- | --- | --- |
| 18  |     |     | 1   | 2   | 3   | 4   | 5   |
| 19  | 6   | 7   | 8   | 9   | 10  | 11  | 12  |
| 20  | 13  | 14  | 15  | 16  | 17  | 18  | 19  |
| 21  | 20  | 21  | 22  | 23  | 24  | 25  | 26  |
| 22  | 27  | 28  | 29  | 30  | 31  |     |     |

| Juni | Juni | Juni | Juni | Juni | Juni | Juni | Juni |
| Kw   | Mo   | Di   | Mi   | Do   | Fr   | Sa   | So   |
| ---- | ---- | ---- | ---- | ---- | ---- | ---- | ---- |
| 22   |      |      |      |      |      | 1    | 2    |
| 23   | 3    | 4    | 5    | 6    | 7    | 8    | 9    |
| 24   | 10   | 11   | 12   | 13   | 14   | 15   | 16   |
| 25   | 17   | 18   | 19   | 20   | 21   | 22   | 23   |
| 26   | 24   | 25   | 26   | 27   | 28   | 29   | 30   |

| Juli | Juli | Juli | Juli | Juli | Juli | Juli | Juli |
| Kw   | Mo   | Di   | Mi   | Do   | Fr   | Sa   | So   |
| ---- | ---- | ---- | ---- | ---- | ---- | ---- | ---- |
| 27   | 1    | 2    | 3    | 4    | 5    | 6    | 7    |
| 28   | 8    | 9    | 10   | 11   | 12   | 13   | 14   |
| 29   | 15   | 16   | 17   | 18   | 19   | 20   | 21   |
| 30   | 22   | 23   | 24   | 25   | 26   | 27   | 28   |
| 31   | 29   | 30   | 31   |      |      |      |      |

| August | August | August | August | August | August | August | August |
| Kw     | Mo     | Di     | Mi     | Do     | Fr     | Sa     | So     |
| ------ | ------ | ------ | ------ | ------ | ------ | ------ | ------ |
| 31     |        |        |        | 1      | 2      | 3      | 4      |
| 32     | 5      | 6      | 7      | 8      | 9      | 10     | 11     |
| 33     | 12     | 13     | 14     | 15     | 16     | 17     | 18     |
| 34     | 19     | 20     | 21     | 22     | 23     | 24     | 25     |
| 35     | 26     | 27     | 28     | 29     | 30     | 31     |        |

| September | September | September | September | September | September | September | September |
| Kw        | Mo        | Di        | Mi        | Do        | Fr        | Sa        | So        |
| --------- | --------- | --------- | --------- | --------- | --------- | --------- | --------- |
| 35        |           |           |           |           |           |           | 1         |
| 36        | 2         | 3         | 4         | 5         | 6         | 7         | 8         |
| 37        | 9         | 10        | 11        | 12        | 13        | 14        | 15        |
| 38        | 16        | 17        | 18        | 19        | 20        | 21        | 22        |
| 39        | 23        | 24        | 25        | 26        | 27        | 28        | 29        |
| 40        | 30        |           |           |           |           |           |           |

| Oktober | Oktober | Oktober | Oktober | Oktober | Oktober | Oktober | Oktober |
| Kw      | Mo      | Di      | Mi      | Do      | Fr      | Sa      | So      |
| ------- | ------- | ------- | ------- | ------- | ------- | ------- | ------- |
| 40      |         | 1       | 2       | 3       | 4       | 5       | 6       |
| 41      | 7       | 8       | 9       | 10      | 11      | 12      | 13      |
| 42      | 14      | 15      | 16      | 17      | 18      | 19      | 20      |
| 43      | 21      | 22      | 23      | 24      | 25      | 26      | 27      |
| 44      | 28      | 29      | 30      | 31      |         |         |         |

| November | November | November | November | November | November | November | November |
| Kw       | Mo       | Di       | Mi       | Do       | Fr       | Sa       | So       |
| -------- | -------- | -------- | -------- | -------- | -------- | -------- | -------- |
| 44       |          |          |          |          | 1        | 2        | 3        |
| 45       | 4        | 5        | 6        | 7        | 8        | 9        | 10       |
| 46       | 11       | 12       | 13       | 14       | 15       | 16       | 17       |
| 47       | 18       | 19       | 20       | 21       | 22       | 23       | 24       |
| 48       | 25       | 26       | 27       | 28       | 29       | 30       |          |

| Dezember | Dezember | Dezember | Dezember | Dezember | Dezember | Dezember | Dezember |
| Kw       | Mo       | Di       | Mi       | Do       | Fr       | Sa       | So       |
| -------- | -------- | -------- | -------- | -------- | -------- | -------- | -------- |
| 48       |          |          |          |          |          |          | 1        |
| 49       | 2        | 3        | 4        | 5        | 6        | 7        | 8        |
| 50       | 9        | 10       | 11       | 12       | 13       | 14       | 15       |
| 51       | 16       | 17       | 18       | 19       | 20       | 21       | 22       |
| 52       | 23       | 24       | 25       | 26       | 27       | 28       | 29       |
| 1        | 30       | 31       |          |          |          |          |          |

## Ereignisse

### Politik und Weltgeschehen

#### Europa
- 29. April: Kardinal Richelieu wird von König Ludwig XIII. in den Staatsrat berufen. Wenige Monate später, am 13. August, wird ihm die Leitung des Gremiums anvertraut und als Erster Minister führt er die Regierungsgeschäfte in Frankreich.
- 10. Juni: Frankreich und die Niederlande schließen den Vertrag von Compiègne. Er erlaubt Frankreich, die niederländischen Kriegsanstrengungen gegen Spanien im Niederländischen Unabhängigkeitskrieg nach dem Ende des Zwölfjährigen Waffenstillstands zu subventionieren. Frankreich bietet ein sofortiges Darlehen in Höhe von 480.000 Talern, welchem weitere Raten folgen sollen. Dieser Schritt ist Teil der allgemeinen Bemühungen Frankreichs, das Habsburgerreich zu untergraben. Im Gegenzug zu den finanziellen Zuwendungen müssen die Niederlande Frankreich bei etwaigen künftigen Kriegshandlungen unterstützen.
- 27. August: Im Achtzigjährigen Krieg, der 1621 im Rahmen des Dreißigjährigen Krieges erneut zwischen Spanien und den Niederlanden ausgebrochen ist, beginnt die neunmonatige Belagerung der niederländischen Stadt Breda durch den spanischen General Ambrosio Spinola.
- Als Widerstand gegen die Willkür der durchziehenden Söldnertruppen formieren sich im Harzgebiet die Harzschützen.

#### Amerika
- Niederländer gründen in Nordamerika die Kolonie Nieuw Nederland mit dem Verwaltungssitz Nieuw Amsterdam, dem späteren New York City.
- Mit der Eroberung der Stadt Bahia durch die Niederländer beginnt der bis 1661 dauernde Niederländisch-Portugiesische Krieg.
- Zwischen den Stämmen der Mohawk und der Mahican bricht ein Krieg aus, der durch europäische Waffenlieferungen weiter geschürt wird.

#### Asien
- Der Shiva-Tempel Tirukoneswaram in Trincomalee auf Sri Lanka wird von den Portugiesen geplündert und dem Erdboden gleichgemacht.
- Die Dänische Ostindien-Kompanie überträgt der dänischen Krone den 1620 erworbenen Ort Tranquebar mit dem Fort Dansborg.
- Die ersten Europäer erreichen das Königreich Guge in Tibet.

#### Sonstiges
- 1624 ist das „Normaljahr“, nach dem sich die Ordnung kirchlicher Angelegenheiten im Westfälischen Frieden richtet.

### Wirtschaft
- 25. Mai: Mit dem Statute of Monopolies wird das erste Patentgesetz für England erlassen.
- 24. Dezember: Die erste dänische Postordnung von König Christian IV. erscheint, die auch für Post in Schleswig-Holstein gilt. Vier Kaufleute fungieren zu Beginn als leitende Postverwalter.
- Die Hamburgische Admiralität gründet die Hamburger Sklavenkasse, um Hamburger Seeleute freizukaufen, welche in die Sklaverei durch nordafrikanische Piraten geraten sind.

### Wissenschaft und Technik

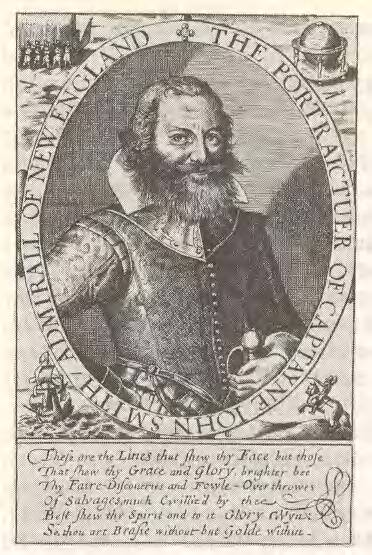
John Smith

- John Smith verfasst The Generall Historie of Virginia, New-England, and the Summer Isles.
- Unter dem Titel Usus astronomicus planisphaerii stellati veröffentlicht Jacob Bartsch Sternenkarten und macht dadurch unter anderem die durch Petrus Plancius eingeführten Sternbilder Giraffe, Kreuz des Südens, Einhorn und Rhombus einem breiteren Publikum bekannt.
- James I. gründet das Pembroke College in Oxford.

### Kultur
- Gian Lorenzo Bernini vollendet die Skulptur des David. Im gleichen Jahr wird er von Papst Urban VIII. mit dem Bau eines Baldachins über dem Petrusgrab in Rom beauftragt, für den er eine neue Säulenordnung entwickelt.
- Il combattimento di Tancredi e Clorinda (Der Kampf zwischen Tancredi und Clorinda, SV 153), ein dramatisches Madrigal des italienischen Komponisten Claudio Monteverdi wird beim Karneval in Venedig im Palast von Girolamo Mocenigo uraufgeführt. Monteverdi führt darin erstmals zwei neue Spieltechniken für Streichinstrumente ein: Tremolo und Pizzicato.
- 1624/1625: In Bologna wird die Accademia dei Filomusi gegründet.

### Religion
- Decisio Saxonica: Entscheidung kursächsischer Theologen unter der Führung des Dresdner Hoftheologen Matthias Hoë von Hoënegg im sog. Kenosis-Krypsis-Streit im Wesentlichen zugunsten der Gießener und gegen die Tübinger Seite.

### Katastrophen
- 9. Juni: Die eingelagerten Sprengstoffe im Ostertorzwinger in Bremen entzünden sich durch einen Blitzschlag, woraufhin 80 Tonnen Pulver und 30 Tonnen Salpeter explodieren und der Turm bis auf die Grundmauern zerstört wird. Bei der Explosion sterben 12 Menschen, die meisten von ihnen Gefangene aus dem Zwinger. Außerdem werden etwa ein Dutzend Häuser beschädigt.
- August: Die norwegische Stadt Oslo wird durch einen Großbrand verwüstet. Die Stadt wird in der Folge nicht am gleichen Platz wieder aufgebaut, sondern auf Befehl von König Christian IV. unter dem Namen Christiania näher an die Festung Akershus verlegt.
- 11. November: Die pommersche Gemeinde Rügenwalde fällt einem Großbrand zum Opfer, bei dem unter anderem die Marienkirche völlig zerstört wird.

## Historische Karten und Ansichten

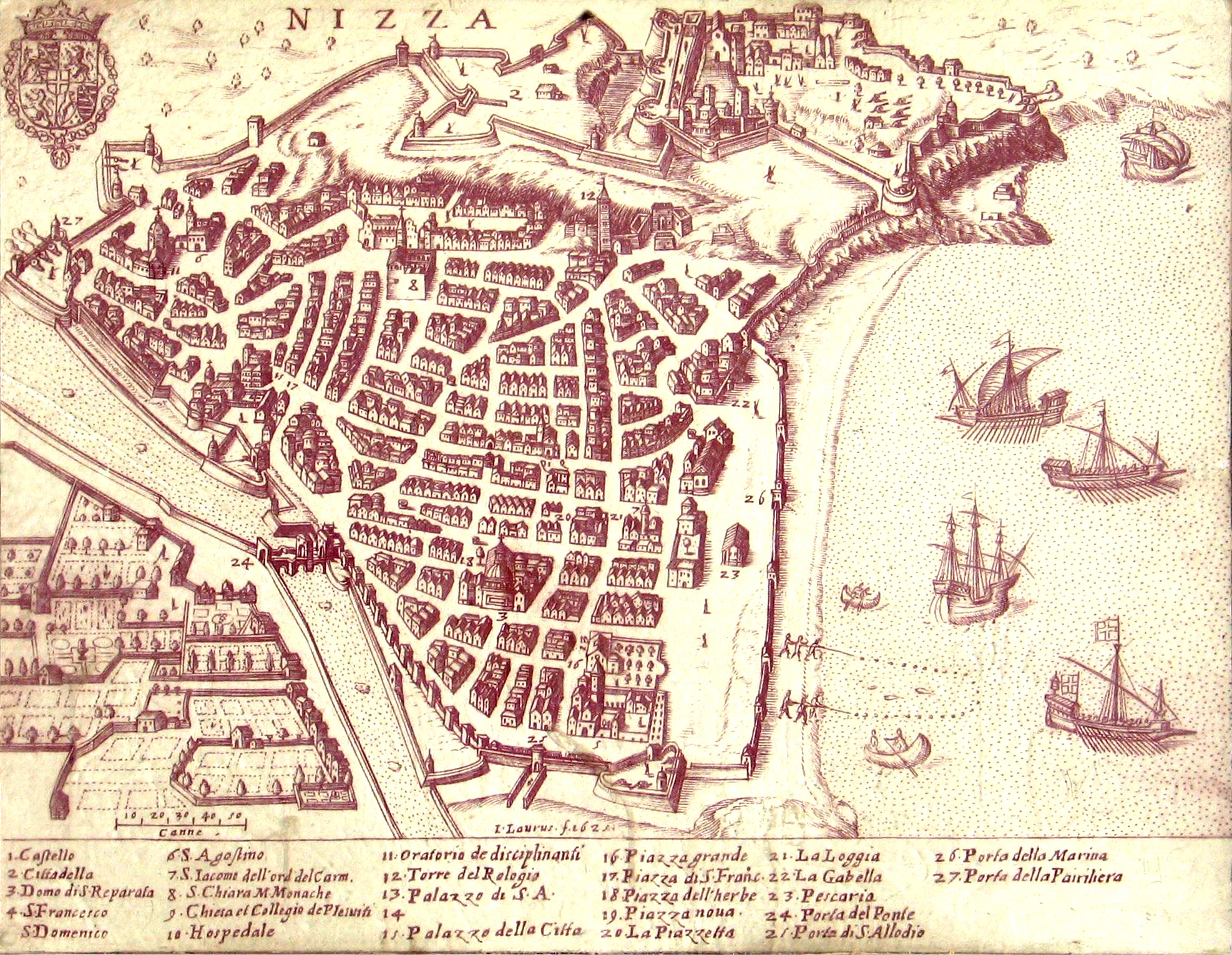
Nizza 1624

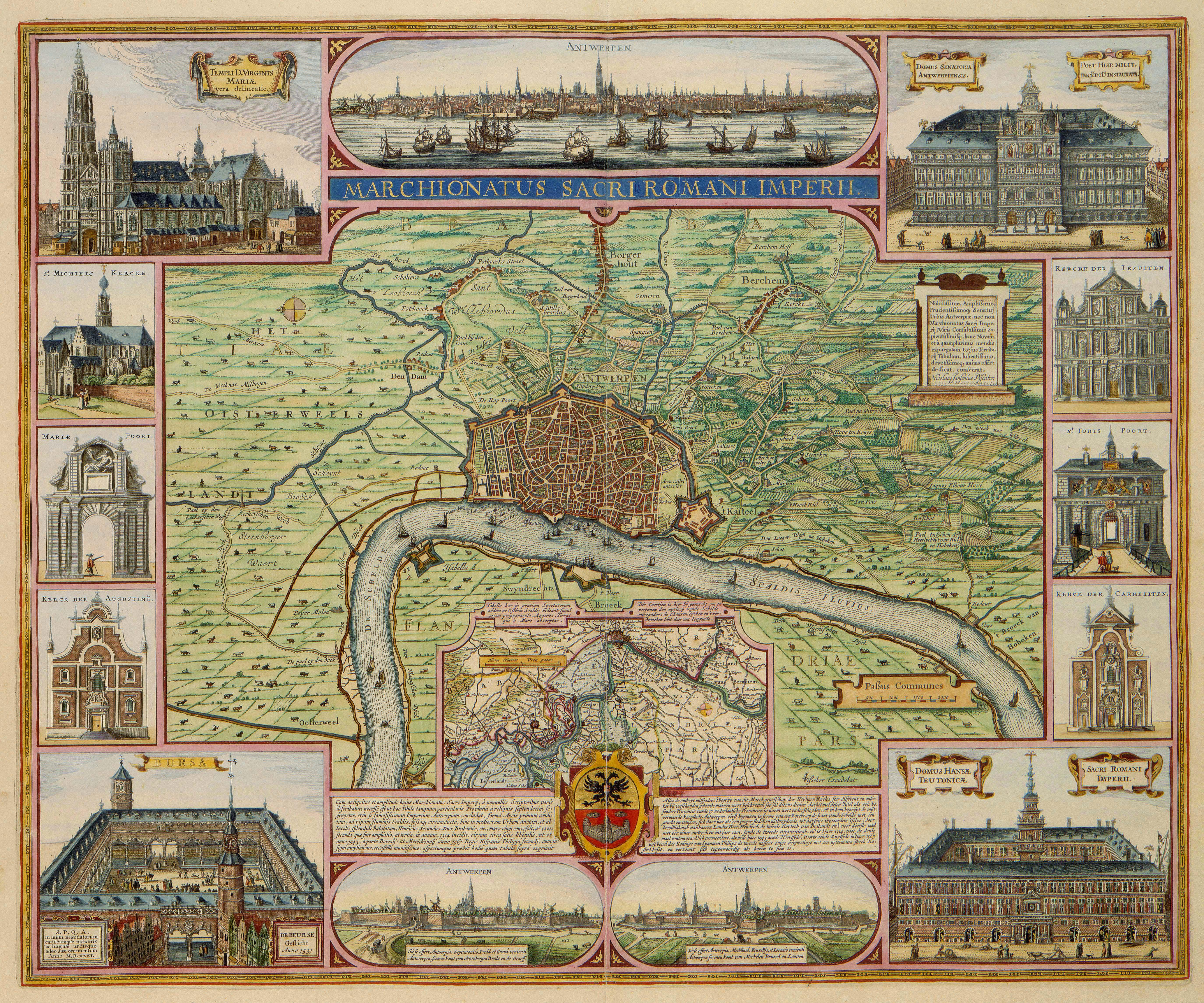
Antwerpen 1624

## Geboren

### Geburtsdatum gesichert
- 09. Januar: Meishō, 109. Kaiserin von Japan († 1696)
- 15. Januar: Rombout Verhulst, flämischer Bildhauer († 1698)
- 17. Januar: Guarino Guarini, italienischer Theatiner, Philosoph, Mathematiker und Architekt († 1683)
- 18. Januar: Thyrsus González, spanischer Ordensgeneral († 1705)
- 18. Januar: Johannes Lavater, Schweizer evangelischer Geistlicher und Hochschullehrer († 1695)
- 19. Januar: Kitamura Kigin, japanischer Dichter († 1705)
- 03. Februar: Johann Quistorp der Jüngere, deutscher Theologieprofessor, Rektor der Universität Rostock († 1669)
- 05. Februar: Kaspar Schmuz Schweizer Theologe und Teleskopbauer († 1686), an diesem Tag getauft
- 13. Februar: Erik Axelsson Oxenstierna, schwedischer Staatsmann und Reichskanzler († 1656)
- 02. März: Jacob Beutel, deutscher Musiker und Chorleiter, Kreuzkantor in Dresden († 1694)
- 02. März: Hans Heinrich von Elterlein, deutscher frühkapitalistischer Unternehmer († 1685)
- 12. März: Damian Hartard von der Leyen, Erzbischof und Kurfürst von Mainz sowie Fürstbischof von Worms († 1678)
- 23. März: Gabriel Baumann, deutscher Unternehmer und Hammerherr († 1701)
- 01. April: Marija Iljinitschna Miloslawskaja, erste Ehefrau des Zaren Alexei I. von Russland († 1669)
- 12. April: Karl Amadeus von Savoyen , Herzog von Nemours und Pair von Frankreich († 1652)
- 15. April: Andrés Lorente, spanischer Musiktheoretiker, Organist und Komponist († 1703)
- 11. Juni: Jean-Baptiste Du Hamel, französischer Philosoph und Theologe († 1706)
- 24. Juni: Hiob Ludolf, deutscher Orientalist, Begründer der Äthiopistik († 1704)
- 24. Juni: Bernhard Rosa, Abt des Zisterzienserklosters Grüssau und bedeutender Reformer seines Ordens († 1696)
- 08. August: Sten Nilsson Bielke, schwedischer Staatsmann († 1684)
- 23. August: Anna Elisabeth, Prinzessin von Sachsen-Lauenburg und Landgräfin von Hessen-Homburg († 1688)
- 25. August: François d’Aix de Lachaise, französischer Jesuit († 1709)
- 28. August: Johann Thomasius, deutscher Rechtswissenschaftler, Staatsmann und Dichter († 1679)
- 08. September: Murad Bakhsh, Sohn des indischen Großmoguls Shah Jahan († 1661)
- 10. September: Thomas Sydenham, englischer Arzt der Barockzeit († 1689)
- 29. September: Anna Persauter, Opfer der Hexenverfolgung in Saulgau († 1672)
- 31. Oktober: Johann Bacmeister der Jüngere, deutscher Mediziner und Mathematiker († 1686)
- 03. November: Jean II. d’Estrées, Marschall und Vizeadmiral von Frankreich († 1707)
- 20. November: Gottfried von Jena, deutscher Diplomat und preußischer Politiker († 1703)
- 22. November: Auguste Sophie von Pfalz-Sulzbach, Pfalzgräfin von Sulzbach und Fürstin von Lobkowicz († 1682)
- 15. Dezember: Valerio Castello, italienischer Maler und Freskant († 1659)
- 23. Dezember: Johann Volkmar Bechmann, deutscher Rechtswissenschaftler († 1689)

### Genaues Geburtsdatum unbekannt
- Juli: George Fox, englischer Prediger und Mitbegründer der Quäker († 1691)
- August: Zheng Chenggong, chinesischer Armeeführer und Seeräuber († 1662)
- Getauft 25. Dezember: Angelus Silesius, deutscher Dichter († 1677)
- John Easton, englischer Politiker und Gouverneur von Rhode Island († 1705)
- Jiři Melcl, tschechischer Komponist († 1693)

## Gestorben

### Todesdatum gesichert
- 17. Januar: Tamás Erdődy, ungarischer Magnat und Ban von Kroatien (* 1558)
- 12. Februar: Siegfried von Kollonitsch, kaiserlicher Feldherr (* 1572)
- 16. Februar: Ludovic Stewart, 2. Duke of Lennox, schottischer Adeliger (* 1574)
- 22. Februar: Heinrich Eckhard, deutscher lutherischer Theologe (* 1580)
- 28. Februar: Johann Affelmann, deutscher Theologe (* 1588)
- 02. März: Johann Georg von Brandenburg, Herzog von Jägerndorf und Administrator des Bistums Straßburg (* 1577)
- 23. März: Samuel Huber, schweizerischer lutherischer Theologe (* 1547)
- 28. März: Richard Sackville, 3. Earl of Dorset, englischer Adeliger und Staatsmann (* 1589)
- 03. April: Kemankeş Ali Pascha, Großwesir des Osmanischen Reiches
- 06. April: Nikolaus von Wolkenstein, Bischof von Chiemsee (* 1587)
- 13. April: Ernst Cothmann, deutscher Jurist und Rechtswissenschaftler (* 1557)
- 26. April: Jan Jacobsz Bal Huydecoper van Wieringen, niederländischer Politiker (* 1541)
- 02. Juni: Jacques L’Hermite, niederländischer Admiral (* 1582)
- 23. Juni: Quirinus Cubach, deutscher Historiker, Jurist und Poet (* 1589)
- 07. Juli: Lamoral von Taxis, Brüsseler Generalpostmeister (* 1557)
- 11. Juli: Bernhard Schwarte, Opfer der Hexenverfolgungen in Lüdinghausen (* um 1590)
- 13. Juli: Lazarus I. Henckel von Donnersmarck, Großhändler, Bankier und Bergbauunternehmer (* 1551)
- 30. Juli: Bernhardin II. von Herberstein, Reichsfreiherr und kaiserlicher Obersthofmarschall (* 1566)
- 30. Juli: Esmé Stewart, 3. Duke of Lennox, schottischer Adeliger (* um 1579)
- 31. Juli: Heinrich II., Herzog von Lothringen (* 1563)
- 09. September: Andreas Cludius, deutscher Rechtswissenschaftler (* 1555)
- 10. September: Peter Finxius, deutscher Mediziner (* 1573)
- 11. September: Johann Gottfried von Fürstenberg, Domherr und Präsident des kurmainzischen Rates (* 1579)
- 18. September: Pedro Osores de Ulloa, spanischer Offizier und Gouverneur von Chile (* um 1540)
- 20. September: Isaac Le Maire, niederländischer Unternehmer (* um 1558)
- 23. September: Willem Pietersz. Buytewech, niederländischer Maler, Zeichner und Radierer (* 1591/92)
- 17. Oktober: Kōdai-in, Ehefrau des japanischen Regenten Toyotomi Hideyoshi (* um 1541/49)
- 22. Oktober: Aelius Everhardus Vorstius, niederländischer Mediziner und Botaniker (* 1565)
- 10. November: Henry Wriothesley, 3. Earl of Southampton, englischer Adliger, Patron von William Shakespeare und Mit-Gründer der Kolonie Virginia (* 1573)
- 17. November: Jakob Böhme, deutscher Theologe, Philosoph und Schriftsteller (* 1575)
- 26. November: Benedikt Carpzov der Ältere, deutscher Professor der Rechtswissenschaften (* 1565)
- 05. Dezember: Caspar Bauhin, Schweizer Botaniker und Universitätsprofessor (* 1560)
- 06. Dezember: Francesco Contarini, 95. Doge von Venedig (* 1556)
- 14. Dezember: Charles Howard, 1. Earl of Nottingham, englischer Staatsmann und Admiral (* 1536)

### Genaues Todesdatum unbekannt
- Giulio Cesare Lagalla, italienischer Professor für Philosophie (* 1576)